# Santa Barbara megye
Santa Barbara megye az Amerikai Egyesült Államokban, azon belül Kalifornia államban található. Lakosainak száma 448 229 fő (2020. április 1.). Santa Barbara megye San Luis Obispo, Kern és Ventura megyékkel határos.

## Népesség
A megye népességének változása:
| Lakosok száma | 424 238 | 425 724 | 430 426 | 435 697 | 444 769 | 446 499 | 448 229 |
|               | 2010    | 2011    | 2012    | 2013    | 2015    | 2019    | 2020    |